# Contraofensiva del sur de Ucrania de 2022
La contraofensiva del sur de Ucrania de 2022, también llamada contraofensiva de Jersón, fue una ofensiva militar ucraniana desarrollada a partir del 29 de agosto de 2022 contra las fuerzas armadas rusas en los oblasts de Jersón y Nicolaiev, en el marco de la guerra de Ucrania.
En un principio, se anunció que el contraataque tenía como objetivo recuperar todo el territorio ocupado por los rusos en los oblasts de Jersón, Zaporiyia y Nicolaiev. Finalmente, las fuerzas armadas ucranianas tomaron solo la parte del óblast de Jersón al norte del río Dniéper, incluyendo la capital provincial.

## Fondo

### Ofensiva rusa

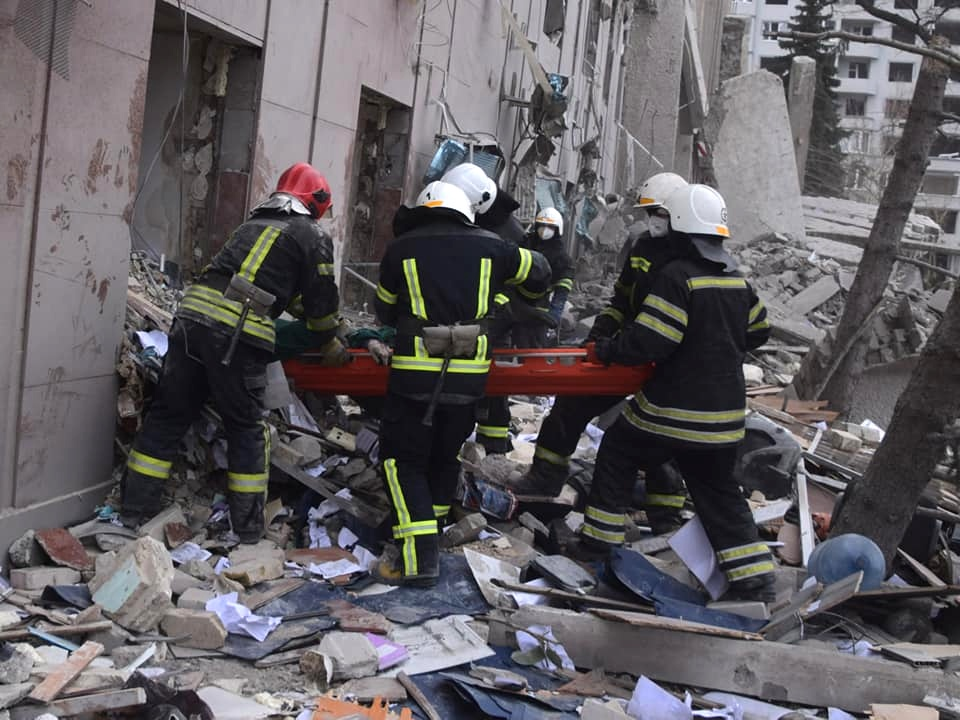
Los socorristas trabajan después del Ataque aéreo al edificio de gobierno de Nicolaiev, 29 de marzo de 2022.

Durante la invasión rusa de Ucrania, las fuerzas armadas rusas invadieron los óblasts meridionales de Jersón, Zaporiyia y Nicolaiev. Las tropas rusas capturaron la capital homónima de Jersón prácticamente sin combatir y empujaron a las tropas ucranianas hacia la ciudad de Nicolaiev en lo que se cree fue un intento de llegar a Odesa desde el sureste. En el óblast de Zaporiyia, las tropas rusas avanzaron hacia el norte, derrotaron a los militares ucranianos en el sitio de Energodar y se apoderaron de la valiosa central nuclear de Zaporiyia. Las fuerzas rusas también avanzaron hacia el este, alcanzando las fronteras administrativas de los óblasts de Donetsk y Zaporiyia.

#### Ocupación rusa
Las fuerzas rusas comenzaron una ocupación civil-militar de Jersón el 2 de marzo. Según los informes, las autoridades de ocupación erigieron una estatua de Vladímir Lenin en la plaza del pueblo, introdujeron el plan de estudios ruso en el sistema escolar local, redireccionaron los servidores de Internet a Rusia, emitieron pasaportes rusos y comenzaron a usar el rublo ruso. Las fuerzas rusas también ocuparon grandes extensiones del óblast de Zaporiyia. A principios de julio, Rusia controlaba el 95 % de Jersón y el 70 % de Zaporiyia.
A fines de mayo, el gobierno ruso anunció planes para anexar ambos óblasts a la Federación de Rusia, con un referéndum previsto para fines de 2022, cuya fecha fue luego adelantada al otoño según la inteligencia británica. A medidados de junio, el gobierno ruso otorgó automáticamente la ciudadanía rusa a todos los niños que nacieran en el óblast de Jersón a partir de entonces .
El referéndum tuvo finalmente lugar del 23 al 27 de septiembre de 2022, tras lo cual Rusia se anexionó las repúblicas autoproclamadas de Lugansk, Donetsk, Zaporiyia y Jersón.

### Contraataques ucranianos
Antes del 9 de julio, Ucrania llevó a cabo numerosos pequeños contraataques contra las fuerzas rusas, obligándolas a adoptar posiciones defensivas. Para el 11 de marzo, la ofensiva rusa se había estancado en numerosos frentes dentro del óblast de Nicolaiev, lo que llevó a una retirada gradual a finales de mes. En abril, las autoridades ucranianas anunciaron que habían empujado a los rusos hacia el sur hasta la frontera con el óblast de Jersón.
El 18 de abril, las fuerzas separatistas prorrusas, de la RP de Lugansk y la RP de Donetsk lanzaron la batalla del Dombás, lo que desencadenó una reubicación necesaria de la mayoría de sus ejércitos hacia el este. El ejército ucraniano aprovechó esta ocasión para pasar a la ofensiva en los óblasts de Jersón y Zaporiyia. Los ataques ucranianos obligaron a las tropas rusas a abandonar varias posiciones fortificadas situadas a lo largo de la orilla sur del río Inhulets. A fines de mayo, Ucrania ya estaba lanzando ataques menores en la frontera entre Zaporiyia y Donetsk.
El 1 de junio, el Instituto para el Estudio de la Guerra británico había evaluado que los contraataques ucranianos en el óblast de Jersón habían alcanzado e interrumpido con éxito las líneas terrestres de comunicación rusas a lo largo del río Inhulets. A lo largo de junio, recuperaron pequeñas partes del noroeste de Jersón y del norte de Zaporiyia pero sin llegar a afectar a la línea principal de defensa rusa.

### Sabotajes en la retaguardia
Hubo numerosos informes ucranianos y occidentales de "insurgencia de partisanos" en los territorios ocupados por Rusia. En la ciudad de Melitópol, los líderes de la resistencia ucraniana afirmaron haber matado a 100 soldados rusos el 5 de junio. En Jersón, los combatientes de la resistencia ucraniana bombardearon un café frecuentado por tropas rusas, mataron a ciudadanos ucranianos a los que consideraban colaboradores con los rusos y destruyeron infraestructura militar y de transporte.

## Preludio

### Planes ucranianos
En mayo de 2022, el alto mando ucraniano y sus aliados occidentales decidieron pasar a la ofensiva contra Rusia. Los británicos y el comandante en jefe ucraniano Valerii Zaluzhnyi defendían un ataque por Zaporiyia hasta tomar Melitópol, lo que cortaría las rutas de suministro terrestres rusas a Crimea. Los estadounidenses, por el contrario, consideraban este ataque demasiado ambicioso y finalmente convencieron a sus aliados de limitar su ofensiva a la ciudad de Jersón y la orilla derecha del río Dniéper. El ataque comenzaría el 18 de septiembre y estaría precedido por dos semanas de bombardeos artilleros y de un ataque de diversión en el este de Ucrania.
Sin embargo, Zelenski decidió adelantar el ataque a Jersón al 29 de agosto, a pesar de las protestas estadounidenses. El motivo era que Zelenski quería presentarse en la Asamblea General de las Naciones Unidas de mediados de septiembre con una victoria que convenciese a sus aliados de darle más apoyo.
El gobierno ucraniano insinuó por primera vez una ofensiva militar a gran escala a mediados o fines de junio, diciendo que se deben esperar «resultados visibles» de las contraofensivas ucranianas para agosto de 2022. Un general ucraniano declaró el 15 de junio que, si Ucrania recibiera armas, podría montar una contraofensiva masiva para el verano.

### Primeras operaciones
El 5 de julio, las fuerzas armadas ucranianas lanzaron una gran campaña de bombardeos contra los puestos avanzados rusos en Melitópol. El 7 de julio, expulsaron a las fuerzas rusas de la pequeña isla de las Serpientes, lo que facilitó el tránsito de barcos ucranianos por esa zona del mar Negro.

En la mañana del 9 de julio, las autoridades ucranianas comenzaron a instar a los residentes de los óblasts de Jersón y Zaporiyia a evacuar sus hogares debido a una inminente ofensiva ucraniana, e instaron en particular a los residentes del Jersón a construir refugios. El 9 de julio, el presidente ucraniano Volodímir Zelenski ordenó al ejército ucraniano, incluidos elementos de OC Sur, retomar el territorio ocupado. El mismo día, el Ministro de Defensa de Ucrania, Oleksii Réznikov, declaró que Ucrania estaba acumulando una fuerza de combate de un millón de efectivos para la ofensiva.

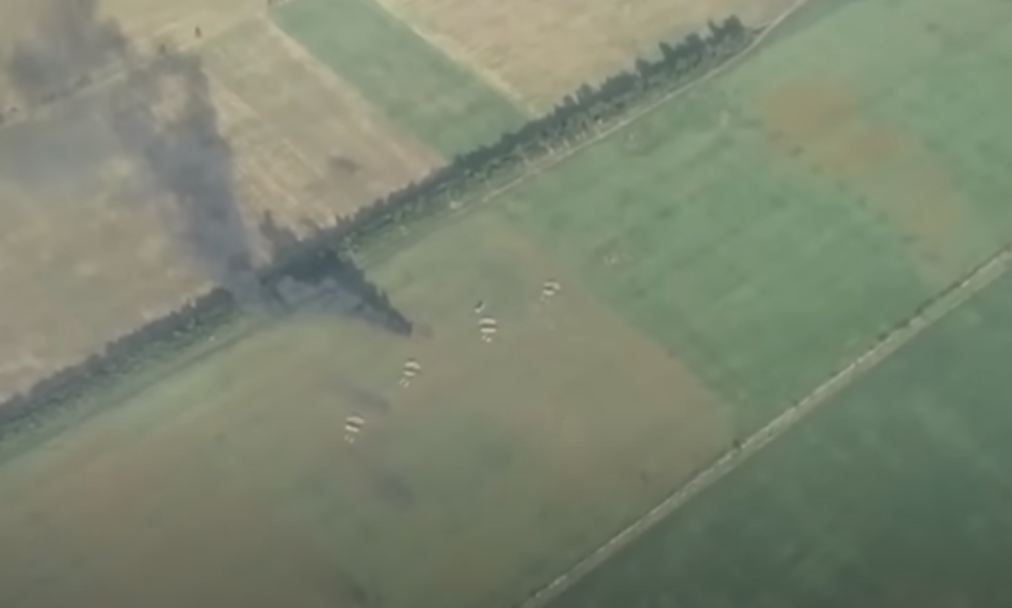
Bombardeo ucraniano contra el arsenal ruso en el óblast de Nicolaiev, 13 de julio de 2022.

El 11 de julio, el ejército ucraniano informó que había recuperado la aldea de Ivanivka en el óblast de Jersón. Las tropas ucranianas atacaron un puesto de mando ruso en la ciudad de Jersón, con misiles estadounidenses HIMARS, matando a 12 soldados y un mayor general ruso. Por la tarde, las autoridades ucranianas afirmaron que las fuerzas rusas estaban transfiriendo equipos a la orilla izquierda del Dniéper y construyendo barricadas dentro de la ciudad de Jersón en preparación para las batallas callejeras. Las autoridades ucranianas instaron a los civiles del óblast de Zaporiyia a evacuar. Las fuerzas armadas ucranianas bombardearon numerosos objetivos militares e infraestructuras el 12 de julio. El 13 de julio, el jefe de la administración militar regional de Jersón afirmó que Ucrania estaba lanzando ataques a lo largo de toda la línea del frente Nicolaiev-Jersón-Zaporiyia. El 14 de julio, las fuerzas ucranianas destruyeron un depósito de municiones ruso en Radensk (aproximadamente 26 km al sureste de la ciudad de Jersón) y posiciones rusas no especificadas en Nueva Kajovka.
El 18 de julio, Volodímir Havrylov, viceministro de Defensa de Ucrania, indicó que Ucrania estaba lista para destruir a toda la Flota rusa del Mar Negro y recapturar Crimea.
A lo largo del mes de julio los ucranianos bombardearon repetidas veces el puente de Antonovski, que comunica la ciudad de Jersón con la orilla izquierda del río Dniéper. En respuesta, el ejército ruso tendió puentes de pontones a través del río.

## Ofensiva principal

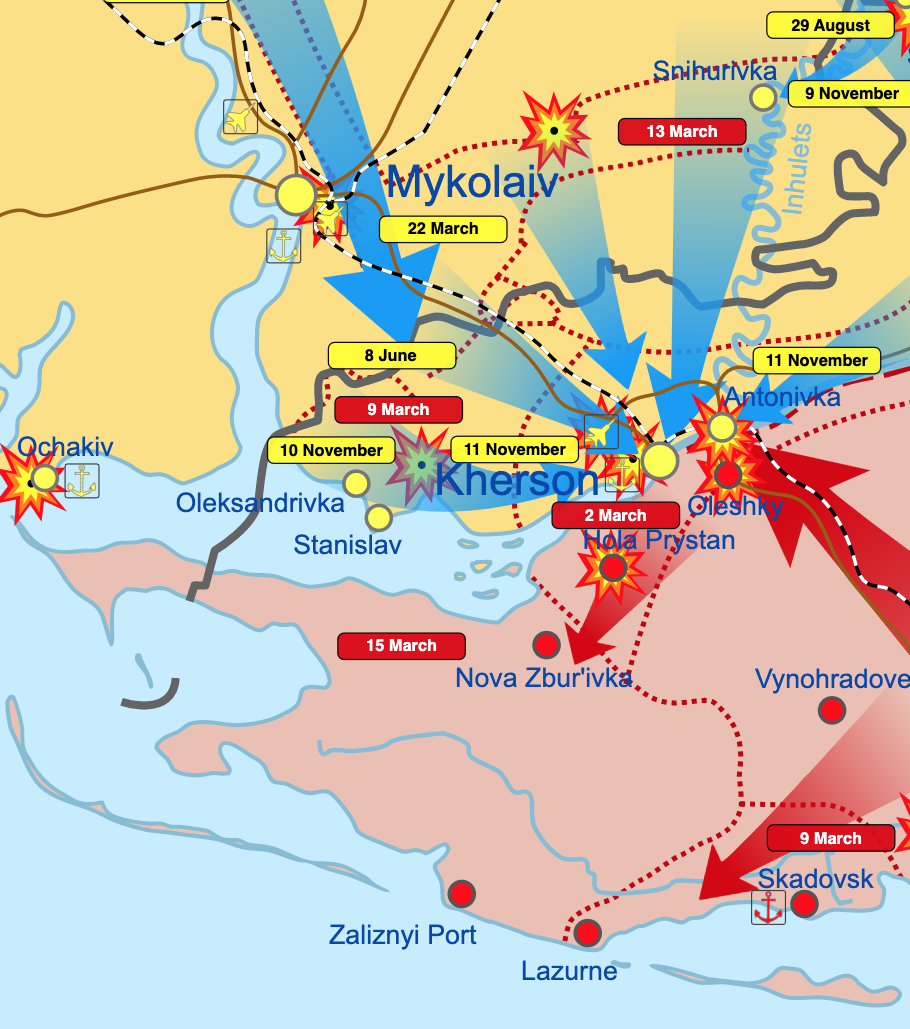
Principales movimientos militares en la región de Jersón hasta el 11 de noviembre de 2022.

### Agosto
El 29 de agosto, Zelenski anunció el inicio de una contraofensiva a gran escala para retomar el territorio ocupado por Rusia en el sur, una afirmación que fue corroborada por el parlamento ucraniano, así como por el Mando Operativo Sur.
Al comienzo de la operación, el grupo operativo ucraniano «Kakhovka» y algunos oficiales ucranianos afirmaron que sus fuerzas habían atravesado las líneas defensivas del 109.º Regimiento de la República Popular de Donetsk y de los paracaidistas rusos. Los funcionarios ucranianos también afirmaron que habían alcanzado y destruido una gran base rusa en la zona, en medio de un aumento general de los bombardeos aéreos y de artillería ucranianos contra las posiciones rusas. Las autoridades prorrusas en la región calificaron estas afirmaciones de «falsas» y «una ilusión», pero también anunciaron la evacuación de los lugares de trabajo en Nova Kakhova tras los ataques de misiles ucranianos.

### Septiembre
Del 1 al 2 de septiembre, blogueros rusos informaron de nuevos avances ucranianos, pero también de una serie de exitosos contraataques rusos. Se informa de que muchas aldeas en la región estaban en disputa.
El alto mando ruso desplazó al óblast de Jersón a numerosas unidades. Esto desprotegió otros sectores del frente, lo que fue aprovechado por los ucranianos para lanzar el 6 de septiembre una ofensiva relámpago en el valle del Oskil (óblast de Járkov). El efecto combinado de esta derrota y del avance ucraniano en Jersón en dirección a Crimea llevaron a Putin a declarar el 21 de septiembre que usaría armas nucleares "si la integridad territorial de nuestro país se ve amenazada", enfatizando que "esto no es un farol". En 2024 se sabrá que la inteligencia estadounidense estimó en un 50% la probabilidad de que Rusia atacase con armas nucleares a las fuerzas ucranianas si rompían sus defensas hacia Crimea.
Mientras tanto, flaqueaba el empuje del ejército ucraniano en Jersón comandado por el general Andrii Kovalchuk. Británicos y estadounidenses le presionaron para que avanzase y, ante su negativa, le pidieron al gobierno ucraniano que lo destituyese. Kovalchuk fue reemplazado por el general Alexander Tarnavskyi.

### Octubre
El 2 de octubre, tan sólo dos días después de la anexión rusa de Jersón junto con las regiones de Zaporiyia, Lugansk y Donetsk, y un día después de que las fuerzas ucranianas reconquistaran el estratégico nudo ferroviario de Limán en la región de Donetsk, las fuerzas ucranianas iniciaron la contraofensiva a lo largo de la línea que va de Arjanguelske a Osokorivka, en la región de Jersón, al sur de la frontera entre Jersón y Dnipropetrovsk. Se desplazaron hacia el sur a lo largo de la orilla occidental del Dniéper y retomaron Zolota Balka así como Mijáilivka y avanzaron más hacia el sur hasta el siguiente objetivo, Dudchany.
La administración Biden expandió el radio de acción de los ataques ucranianos contra la Escuadra Rusa del Mar Negro. Mientras que hasta entonces los estadounidenses solo habían transmitido a los ucranianos objetivos navales rusos que se encontraban fuera de las aguas territoriales de Crimea, en octubre la CIA empezó a programar ataques contra el propio puerto de Sebastopol.
Las tropas rusas fueron retirándose poco a poco hacia el sur, dejando pequeños destacamentos de cobertura. Los generales estadounidenses Christopher Cavoli y Chris Donahue presionaban a Tarnavskyi para que los ucranianos evitasen esos destacamentos y acelerasen hacia el sur para destruir el grueso de las tropas rusas. La inteligencia estadounidense identificaba los escasos tanques rusos que bloqueaban la ruta y los destruía mediante disparos de M777 estadounidenses operador por ucranianos, pero aun así los ucranianos siguieron avanzando con precaución y lentitud.
Para el 6 de octubre, las fuerzas ucranianas habían tomado unos 400 km² de territorio en el frente de Jersón. El 13 de octubre, el gobierno ruso anunció la evacuación de la población civil en la ciudad de Jersón, tras la petición del jefe prorruso en la región, Volodímir Saldo. El 18 de octubre, el general ruso Serguéi Surovikin reconoció que la situación militar en Jersón era "difícil" y "tensa" debido a los ataques ucranianos y la posición expuesta de la ciudad. El día siguiente las autoridades prorrusas impusieron la ley marcial en la ciudad y comenzó la evacuación de civiles, que se dio por concluida el 28 de octubre.
A finales de octubre de 2022, Ramzán Kadírov reconoció la muerte de 23 kadirovitas y las heridas de otros 58 en Jersón por bombardeos de la artillería ucraniana.

### Noviembre
El 3 de noviembre de 2022, las fuerzas rusas retiraron su bandera del edificio administrativo de la ciudad de Jersón y aconsejaron a los civiles que quedaban que abandonaran la ciudad cruzando el río por el Puente de Antonovosky hacia la orilla izquierda. El 7 de noviembre, Jersón y otras diez localidades cercanas se quedaron sin agua ni electricidad debido a bombardeos ucranianos. El día 9, el Ministerio de Defensa ruso anunció la retirada de sus tropas de la ciudad de Jersón tras completarse la evacuación de unos 115.000 civiles. Ese mismo día, el vicegobernador Kiril Stremousov falleció en un accidente automovilístico en las cercanías de Henichesk.
El alto mando ruso da por terminada la retirada de Jersón el día 11. Ese día, soldados ucranianos entraron en la ciudad sin combatir. El puente Antonivski fue volado. El 14 de noviembre, Zelenski visitó la ciudad durante 30 minutos.
Al poco de completar la toma de Jersón, tropas ucranianas desembarcaron en la península de Kinburn, en la margen izquierda del río Dniéper.